# Буссотти, Сильвано
Сильва́но Буссо́тти (итал. Sylvano Bussotti; 1 октября 1931, Флоренция, Тоскана, Италия — 19 сентября 2021) — итальянский композитор, художник и оперный режиссёр.

## Биография
С 4 лет обучался игре на скрипке. В 1940—1948 годах учился в Консерватории имени Луиджи Керубини во Флоренции, в 1956—1958 годах брал уроки композиции у Макса Дойча в Париже, там же сблизился с теоретиком музыкального авангарда Хайнцем-Клаусом Мецгером. С 1954 года входил в творческое объединение «Флорентийская школа», основанное композитором Бруно Бартолоцци. В 1958—1961 годах посещал Летние курсы новой музыки в Дармштадте, где познакомился с Пьером Булезом и Джоном Кейджем, чьё влияние испытал в своём творчестве. Первые сочинения, отмеченные влиянием Луиджи Даллапикколы и Роберто Лупи, написаны в технике додекафонии. Один из представителей авангардистских течений. Будучи последователем Джона Кейджа, широко применял метод алеаторики. Участник концертов «антимузыки», для которых создавал произведения вообще без всяких звуков. В числе сочинений — многочисленные пьесы для различных вокальных, инструментальных и смешанных составов. В 1963 году он стал одним из основателей «Группы 70» (Флоренция), специализировавшейся на конкретной и визуальной поэзии, опубликовал несколько сборников стихов. В 1964—1965 годах стажировался в США. В 1968—2001 годах был режиссёром, художником по костюмам и сценографом в ведущих оперных театрах Италии: «Ла Скала» (Милан), «Ла Фениче» (Венеция); в 1975—1979 годах — художественный руководитель этого театра; «Массимо» (Палермо), «Реджо» (Турин) и других; всего около 40 оперных постановок. Консультант, а в 1982—1983 годах — директор Фестиваля Джакомо Пуччини в Торре-дель-Лаго. В 1987—1991 годах курировал музыкальную секцию Венецианского биеннале. В 1971—1974 годах преподавал историю оперы в Академии изобразительного искусства в ЛʼАкуиле, и в 1980 году композицию и форму в Музыкальной школе Фьезоле.
Буссотти был лауреатом ряда престижных музыкальных премий, в том числе, трижды (в 1961, 1963 и 1965 годах) — ISCM Prize.
Композитор скончался в миланском доме престарелых 19 сентября 2021 года, за несколько дней до своего девяностолетия. Фестивальные мероприятия в честь его юбилея во Флоренции было решение посвятить его памяти.

## Сочинения
- «Два голоса» для сопрано и волн Мартено / Due voci (1958)
- «Семь листков» / Sette fogli (1959)
- «Сицилиано»
- камерная мистерия «Страсти по де Саду» / La Passion selon Sade (Палермо, 1965; полн. редакция — 1968, Стокгольм)
- опера «Лоренцаччо» / Lorenzaccio (по Альфреду де Мюссе, Венеция, 1972); на основе музыки к опере также симфония «Лоренцаччо» (1972)
- Rara-Requiem («Ла Фениче», 1969)
- «Вдохновение» / L’ispirazione по Эрнсту Блоху (Флоренция, 1988)
- «Сильвано Сильвано. Жизнеописание» / Silvano Sylvano. Rappresentazione della vita (Рим, 2007)